# Lago di Telese
Il lago di Telese è un bacino lacustre situato nel territorio comunale di Telese Terme, ai confini con quello di Solopaca, nella valle del fiume Calore in provincia di Benevento.
Formatosi a seguito del terremoto del 1349, è di origine carsica e ha una forma circolare, un perimetro di circa 1 km e una profondità compresa tra i 20 e i 30 metri; la superficie misura circa 49.000 metri quadrati.

Foto panoramica del lago di Telese

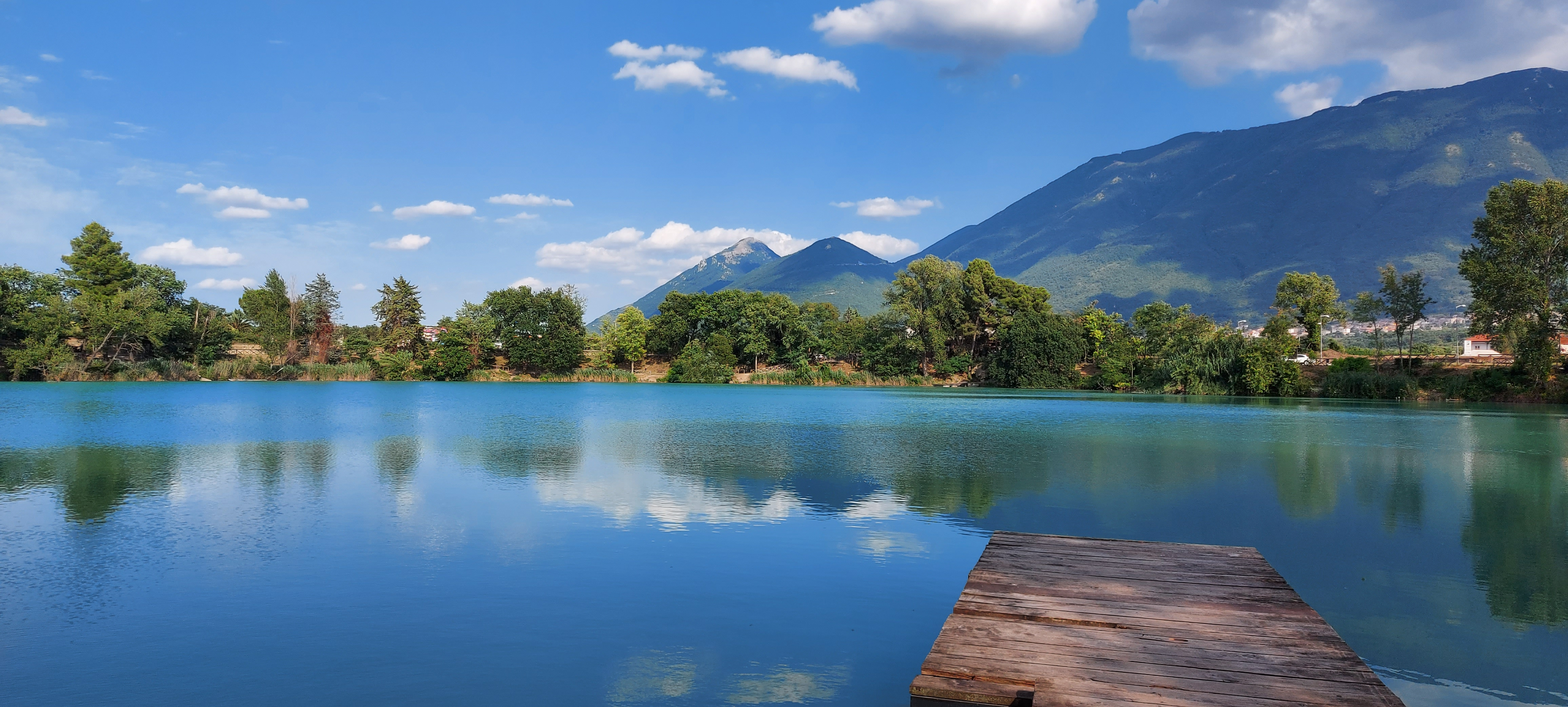
Lago di Telese

Soprattutto negli anni settanta e ottanta del Novecento costituiva una rinomata meta turistica; in quegli anni era presente anche una piccola piscina con la relativa spiaggetta per i bagnanti. La balneazione era resa più sicura dalla presenza di un presidio dei vigili del fuoco, con la relativa barca di salvataggio. Una caratteristica del lago è però quella di essere relativamente profondo già presso la riva, elemento che provocò anche degli incidenti tanto che la balneazione fu
successivamente interdetta. Presso il lago sono presenti alcune strutture ricettive.